# 想飛 (2002年電影)
《想飛》（英語：Princess D）是2002年上映的一部香港劇情片，由張艾嘉與袁錦麟編導，李心潔、吳彥祖、陳冠希、黃秋生、夏文汐、王亦藍及李宗盛主演。黃秋生憑本片奪得第39屆金馬獎最佳男配角、第6届長春電影節最佳男配角及第3届華語電影傳媒大獎港台最佳男演員；李心潔亦獲華語電影傳媒大獎港台最佳女演員。

## 劇情
於網絡公司任職創作總監的Joker（吳彥祖 飾），在酒吧結識了一名年輕女酒保Ling（李心潔 飾）。Joker與弟弟Kid（陳冠希 飾）一起遊說她成為其最新工作項目中的Cyber girl ——“Princess D”。
Ling家庭背景複雜，父親（李宗盛 飾）被判終身監禁如今正在服刑，欠下一屁股債；母親（夏文汐 飾）終日痴痴呆呆，弟弟阿森（王亦藍 飾）又不務正業。獨自擔下重擔的Ling努力工作，同時不惜鋌而走險販毒以支持家庭開支。現實迫人，Ling透過成為Joker的模特兒找到了逃離現實的慰藉。在朝夕相對下，Joker與Ling之間滋生了愛情，但Ling自覺負累，在Princess D正式面世之時消失不見……

## 角色
| 演員   | 角色         | 備註                                                    |
| 李心潔 | 玲           | 女酒保，肩負起照顧家庭的重擔，虛擬偶像Princess-d 的藍本 |
| 吳彥祖 | Joker        | 電腦網絡公司創作總監                                    |
| 陳冠希 | Kid          | Joker之弟                                               |
| 黃秋生 | Joker父      |                                                         |
| 夏文汐 | 玲母         | 玲之病母，痴呆、精神恍惚                                |
| 王亦藍 | 森           | 玲之弟弟                                                |
| 李宗盛 | 玲父         | 終身監禁服刑中，欠下巨債                                |
| 李志勸 | 動畫師       |                                                         |
| 呂為光 | 動畫師       |                                                         |
| 馮康寧 | Joker老闆    |                                                         |
| 陳永傑 | 客戶         |                                                         |
| 蕭炳林 | 茶餐廳老闆   |                                                         |
| 郭凰女 | 單車女子     |                                                         |
| 劉守正 | Ray          |                                                         |
| 林莉   | Anna         |                                                         |
| 易德忠 | 舞蹈學員     |                                                         |
| 鄺倩莉 | 舞蹈學員     |                                                         |
| 謝學章 | 舞蹈學員     |                                                         |
| 胡瑞珍 | 舞蹈學員     |                                                         |
| 萬翠玲 | 舞蹈學員     |                                                         |
| 劉詠施 | 舞蹈學員     |                                                         |
| 譚坤照 | 舞蹈學員     |                                                         |
| 李惠桃 | 舞蹈學員     |                                                         |
| 劉琇琦 | 舞蹈學員     |                                                         |
| 葉小蘋 | 舞蹈學員     |                                                         |
| 高倩敏 | Lovely       |                                                         |
| 關麗恩 | Lovely朋友   |                                                         |
| 李易霖 | Lovely朋友   |                                                         |
| 何佩嫺 | Lovely朋友   |                                                         |
| 鄧雅敏 | Lovely朋友   |                                                         |
| 洪似澤 | 速遞公司經理 |                                                         |
| 林剛   | 大飛         |                                                         |
| 岑浩濂 | 動畫師       |                                                         |
| 李永祥 | 動畫師       |                                                         |
| 袁富華 | 紋身師傅     |                                                         |
| 方錫欽 | 紋身師傅     |                                                         |
| 麥洛新 | 首辦高層     |                                                         |
| 曾兆文 | 唱片公司老闆 |                                                         |
| 陳元   | 中國海關關員 |                                                         |
| 蔡達華 | 地產經紀     |                                                         |

## 創作
在《想飛》創作階段時期，電腦發展十分熾熱，導演兼編劇張艾嘉年紀漸長，面對科技的日新月異，感到難以適從。自言是「電腦白痴」的她，本著一股求知慾及挑戰自我的想法，於是開始構思起科幻電影題材。其後，她看到日本Cybergirl Nicky傳入韓國、英國製作Cybergirl 做新聞報導等等，便和另一編導袁錦麟以Cybergirl為主體展開了本電影的創作。

## 電影歌曲
| 歌名                          | 演唱者 | 作曲           | 填詞           |
| 〈想飛〉                      | 李心潔 | 李宗盛、榮哲生 | 李宗盛、山崎滋 |
| 〈Heaven's just a step away〉 | 陳奐仁 | 陳奐仁         | 陳奐仁         |
| 〈愛的初體驗〉                | 李心潔 | 李宗盛         | 李宗盛         |
| 〈到處亂跑〉                  | 劉若英 | 劉若英         | 劉若英         |
| 〈對面的女孩看過來〉          |        | 陳慶祥         | 陳慶祥         |

## 獎項
| 年份 | 頒獎典禮              | 獎項             | 名字                                                            | 結果 |
| ---- | --------------------- | ---------------- | --------------------------------------------------------------- | ---- |
| 2002 | 第6届長春電影節       | 最佳男配角       | 黃秋生                                                          | 獲獎 |
| 2002 | 第39届金馬獎          | 最佳男配角       | 黃秋生                                                          | 獲獎 |
| 2002 | 第39届金馬獎          | 最佳視覺特效     | 吳健榕、邱正寧、何君豪、段奕倫                                  | 提名 |
| 2003 | 第22届香港電影金像獎  | 最佳男配角       | 黃秋生                                                          | 提名 |
| 2003 | 第22届香港電影金像獎  | 最佳動作設計     | 董瑋                                                            | 提名 |
| 2003 | 第22届香港電影金像獎  | 最佳原創電影歌曲 | 〈想飛〉 主唱：李心潔 作曲：李宗盛、榮哲生 填詞：李宗盛、山崎滋 | 提名 |
| 2003 | 第22届香港電影金像獎  | 最佳視覺效果     | 吳健榕、邱正寧、何君豪、段奕倫                                  | 提名 |
| 2003 | 第3届華語電影傳媒大獎 | 港台最佳男演員   | 黃秋生                                                          | 獲獎 |
| 2003 | 第3届華語電影傳媒大獎 | 港台最佳女演員   | 李心潔                                                          | 獲獎 |

## 外部連結
- 香港影庫上《想飛》的資料（繁體中文）
- 開眼電影網上《想飛》的資料（繁體中文）
- 时光网上《想飛》的資料（简体中文）
- 豆瓣电影上《想飛》的資料 （简体中文）
- AllMovie上《想飛》的资料（英文）
- 互联网电影数据库（IMDb）上《想飛》的资料（英文）
- 爛番茄上《想飛》的資料（英文）